# مودانیا
مودانیا (انگلیسی: Mudanya) شهری در ترکیه است.